# Giuseppe de Santis
Giuseppe De Santis (Fondi, 11 de febrer de 1917 - Roma; 16 de maig de 1997), director de cinema italià, és un dels representants del neorealisme italià que va seguir la Segona Guerra Mundial.

## Inicis
Va ser el fill de Oreste (un prestigiós geòmetra) i de Teresa Goduti. Des de molt jove es va interessar per la literatura. Va compondre i va publicar relats que tractaven de la vida pagesa i familiar. Entre 1935 i 1940 va estudiar Filosofia i Lletres en Roma, encara que abandonarà aviat la facultat per a dedicar-se a la seva autèntica vocació: la cinematografia.
En aquesta època es relacionava amb un grup de joves intel·lectuals, que s'agrupaven al voltant de la revista Meridiano di Roma i de la Galeria d'Art Cometa, que dirigia el poeta Libero de Libero. El grup elaborava per aquella època una poètica i una visió artística global bolcada cap a la interdisciplinarietat i marcada per la racionalitat i la concreció: precisament van ser aquests principis els que Giuseppe De Santis va comprendre que podien ser il·lustrats millor utilitzant el cinema. En aquella època, la situació del cinema italià era depriment, a causa de la limitació autàrquica decretada pel feixisme contra la importació de pel·lícules estrangeres. Davant aquesta situació, un grup d'intel·lectuals reunits entorn de la revista quinzenal Cinema (que dirigia Vittorio Mussolini), en la qual ja el 1940 va tenir Giuseppe De Santis una secció fixa. D'aquest grup formaven part joves amb talent com Carlo Lizzani, Gianni Puccini, Antonio Pietrangeli. Aquesta revista és en part responsable de la reunió de forces partidàries de la cultura i contràries al feixisme que després de la guerra contribuirà a la renovació del cinema italià.
Durant els 40 de Santis va acudir al Centre Experimental de Cinematografia, en el qual es va diplomar amb brillantor i on va poder dur a terme les seves primeres proves de direcció. Per aquesta època, conèixer un important grup de joves romans ja implicats en la lluita clandestina antifeixista, entre els quals estava Pietro Ingrao. Aquest grup va ser determinant per a la seva orientació política, ja que com a militant del PCI va tractar els problemes de la classe obrera i dels pagesos.

## Direcció
Després d'algunes col·laboracions amb directors consagrats com Visconti (a Ossessione, pel·lícula en la que fins i tot va signar el guió) i Rossellini (a Desiderio), dirigeix el seu primer llargmetratge el 1948, Caccia tragica, que pels temes que tracta (la lluita entre els pagesos d'una cooperativa i un grup de terratinents), el ritme de drama popular, sense oblidar per això les exigències narratives americanes (escenes d'acció, dramàtiques erotisme, etc.), inaugura l'època del neorealisme, a la qual de Santis contribueix per mitjà d'una rigorosa anàlisi de les forces socials, una visió directa de la realitat humana i social (sovint contracta als actors entre la gent del lloc), però fonamentalment superant les maneres didàctiques de la cinematografia soviètica i la ideologia de la literatura nacional-popular amb un ús original de la càmera, que reproduïa cadències i ritmes narratius propis del cinema americà.
Aquestes característiques són en gran part responsables de l'èxit de la seva següent pel·lícula, Arròs amarg (1949), en la qual narra la dura lluita per la vida de les recol·lectores d'arròs, en una història que integra l'anàlisi política marcada per la lluita de classes en l'esfera privada dels protagonistes. En la seva hàbil direcció destaca la interpretació de Silvana Mangano. Per aquesta pel·lícula, De Santis i Carlo Lizzani obtenen la nominació de Hollywood per a l'Oscar al millor guió.
Els mateixos temes, amb un fons d'una societat pagesa encara primitiva i conflictiva, la del seu poble natal, apareixen en la seva següent pel·lícula, Non c'è pace tra gli ulivi (1950). Amb Roma, ora 11, inspirat en un succés que havia tingut molta repercussió que va succeir a Roma (1952), i Un marito per Anna Zaccheo (1953), que analitza la vida i els problemes d'una criada preocupada perquè la seva gran bellesa representa un obstacle per a la vida senzilla a la qual aspira, De Santis deixa momentàniament els temes ciutadans i burgesos, en una Itàlia que enmig de la reconstrucció s'orienta sempre més cap a la forma de vida americana. La seva adreça destaca sobretot per l'ús original de la grua i per la tècnica del pa focus, amb la qual domina el moviment ampli, encara que controlat, i especialment el moviment de masses. Amb Giorni d'amore (1954) i Uomini e lupi (1956) torna als temes habituals. Especialment, Giorni d'amore és la seva primera pel·lícula en color i guanya la Conquilla de Plata el 1955 per al millor actor protagonista (Marcello Mastroianni) i el premi a la millor fotografia en color al III Festival de Sant Sebastià.
Amb La strada lunga un anno, que roda el 1958 a la regió d'Ístria, tot i que fou nominada a l'Oscar a la millor pel·lícula de parla no anglesa el 1959, comença la crisi del director: crisi d'inspiració, cansament, incapacitat de renovar-se profundament en un període històric molt crític per a l'esquerra, que no aconsegueix assimilar els esdeveniments negatius del comunisme soviètic (desestalinització, repressió sagnant de la revolució a Hongria el 1956…) Però tot el filó del neorealisme entra en crisi, deixant espai a la comèdia 'a la italiana'.
La següent etapa en la direcció de De Santis s'inicia amb La garçonnière (1960) on narra l'aventura extra-conjugal d'un home que, desil·lusionat, acaba tornant al si familiar; seguirà amb Italiani brava gente (1964), una coproducció italo-soviètica sobre la retirada de l'URSS de les tropes italianes, en la qual de manera més subreptícia reapareix la ideologia en forma de rebel·lió dels treballadors de totes les parts contendents contra la guerra, i acaba amb Un apprezzato professionista di sicuro avvenire (1972), un melodrama basat en els temes que havien triomfat en la comèdia 'a la italiana'. Però el director no és capaç d'adaptar-se a les noves tasques, i la pel·lícula carace d'arpa, malgrat estar dirigida i muntada amb l'habitual mestratge.
El 1979 fou nomenat membre del jurat de l'11è Festival Internacional de Cinema de Moscou. El 1985 fou novament membre del jurat al 14è Festival Internacional de Cinema de Moscou.
De Santis va morir a Roma el 1997 als 80 anys, després d'un atac de cor i es va declarar un dia de dol a Itàlia. Una part dels seus arxius han estat donats a la Biblioteca Reynolds de la Wake Forest University.

## Filmografia

### Director
- La gatta (curtmetratge, 1942)
- Giorni di gloria (co-direcció, 1945) - Documental
- Caccia tragica (1947)
- Riso amaro (1949)
- Non c'è pace tra gli ulivi (1950)
- Roma ore 11 (1952)
- Un marito per Anna Zaccheo (1953)
- Giorni d'amore (1954)
- Uomini e lupi (co-director, 1957)
- La strada lunga un anno (1958)
- La garçonnière (1960)
- Italiani brava gente (1965)
- Un apprezzato professionista di sicuro avvenire (1972)

### Escenògraf
- Donne proibite, dirigida per Giuseppe Amato (1953)
- Riscatto, dirigida per Marino Girolami (1953)